# University City
University City és una població dels Estats Units a l'estat de Missouri. Segons el cens del 2000 tenia 37.428 habitants.

## Demografia
Segons el cens del 2000, University City tenia 37.428 habitants, 16.453 habitatges, i 9.114 famílies. La densitat de població era de 2.457,7 habitants per km².
Dels 16.453 habitatges en un 23,7% hi vivien nens de menys de 18 anys, en un 36,3% hi vivien parelles casades, en un 16,3% dones solteres, i en un 44,6% no eren unitats familiars. En el 34,2% dels habitatges hi vivien persones soles el 10,2% de les quals corresponia a persones de 65 anys o més que vivien soles. El nombre mitjà de persones vivint en cada habitatge era de 2,25 i el nombre mitjà de persones que vivien en cada família era de 2,96.
Per edats la població es repartia de la següent manera: un 21,8% tenia menys de 18 anys, un 11,3% entre 18 i 24, un 31,1% entre 25 i 44, un 22,4% de 45 a 60 i un 13,3% 65 anys o més.
L'edat mediana era de 35 anys. Per cada 100 dones de 18 o més anys hi havia 80,1 homes.
La renda mediana per habitatge era de 40.902 $ i la renda mediana per família de 52.539 $. Els homes tenien una renda mediana de 41.588 $ mentre que les dones 30.440 $. La renda per capita de la població era de 26.901 $. Entorn del 9,5% de les famílies i el 14,7% de la població estaven per davall del llindar de pobresa.

## Poblacions més properes
El següent diagrama mostra les poblacions més properes.